# Korat-Katze

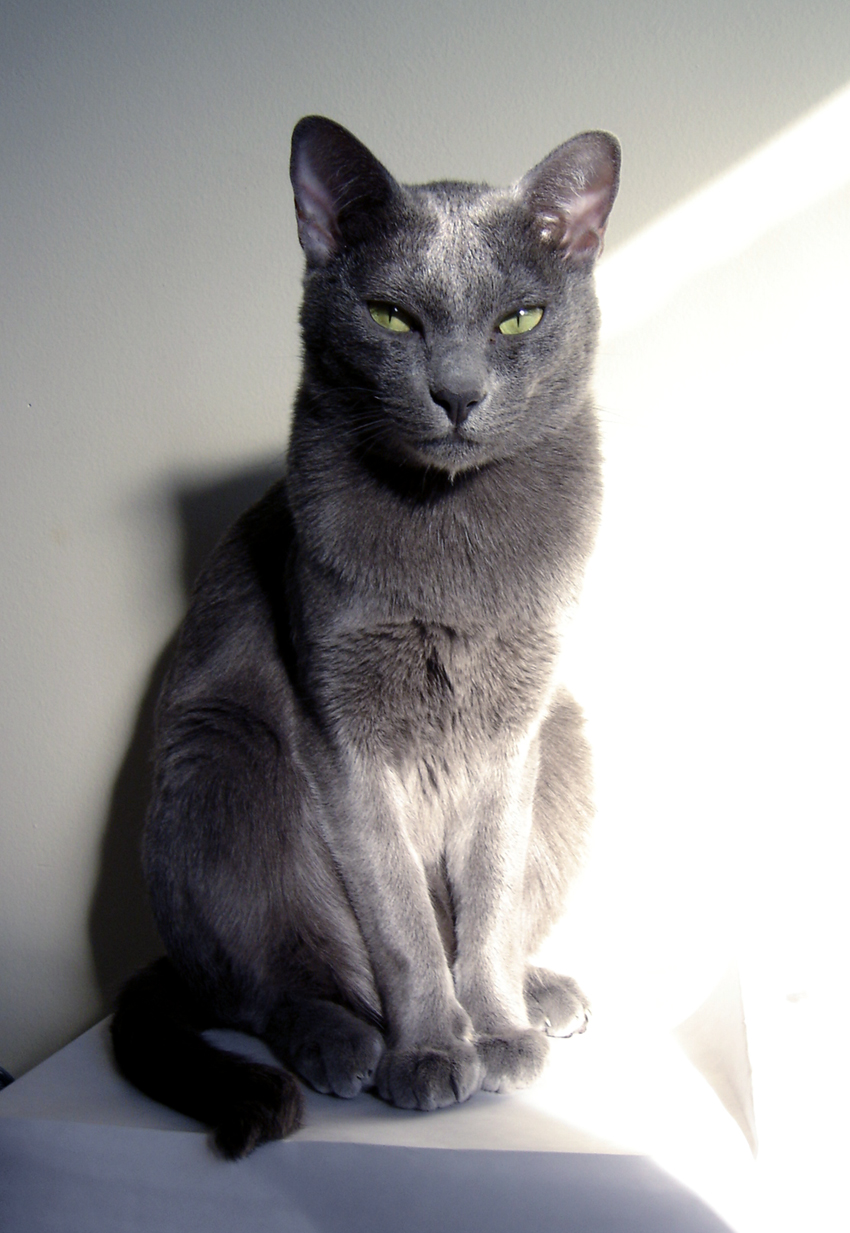
Koratkatze

Die Koratkatze (Thai: มาเลศ – Aussprache: [ma-lêt] auch: แมวสีสวาด – [mæo-sǐ-sà-wàt], blaugraue Katze, oder แมว ดอกเลา – [mæo-dòk-lao], graue Katze) ist eine mittelschwere Kurzhaarkatze. Sie wird auch Si-Sawat genannt, was sich aus den thailändischen Wörtern si (Farbe) und sawat (blau-grau) zusammensetzt. Ein weiterer Name in Thailand ist Maeo Dok-Lao, was etwa „Katze von der Farbe der Wolken vor einem Regenschauer“ bedeutet.

## Erscheinung
Der Körperbau der Korat ist mittelgroß, mittelschwer und muskulös.
Der Kopf weist die Form eines Herzens und eine flache, breite Stirn sowie ein kräftiges Kinn auf. Die sensiblen Ohren sind groß, hoch angesetzt, mit abgerundeten Spitzen. Bei der mittellangen Nase mit einem leichten Stopp ist eine Einbuchtung direkt unterhalb des Nasenspiegels zu erkennen. Die Augen sind groß, rund, weit auseinandergesetzt und bestechen durch ein leuchtendes Grün, das allerdings erst im Laufe der Zeit in Erscheinung tritt und im Alter von ca. 4 Jahren ganz ausgereift ist.
Die Hinterbeine sind etwas länger als die Vorderläufe und die ovalen Pfoten haben vorne je fünf und hinten je vier Zehen aufzuweisen.
Der mittellange Schwanz dieser Katze ist am Ansatz dick und am Ende abgerundet.
Die Fußballen und der Nasenspiegel sind dunkelblau oder lavendelfarben.
Das kurze Fell zeichnet sich durch seinen Glanz und die Tendenz, sich am Rückgrat der sich bewegenden Katze zu teilen, aus. Es liegt eng an und fühlt sich fein und seidig an. Außerdem fehlt dieser Katzenrasse das Unterfell.
Das gesamte Fell soll silbergrau sein, ohne Schattierungen und Streifen. Die Haarspitzen sind an den Enden silbern (Silbertipping), was den Silberschein verursacht.

## Charakter
Die Korat ist eine äußerst anhängliche und gesellige Katze, was eine Einzelhaltung nahezu ausschließt. Sie sucht gleichermaßen Kontakt zu Artgenossen und Menschen.
Ihr geduldiges Wesen sowie ihre Verspieltheit und Neugier machen sie zu einer idealen Katze für Kinder, was allerdings nicht bedeuten soll, dass sich die Korat nicht auch zur Wehr setzt, wenn sie in brenzlige Situationen gerät.

## Geschichtliches
Die Korat-Katze wird zum ersten Mal in einer thailändischen Handschrift erwähnt, den so genannten Tamra Maew. Da sie in Versform verfasst ist, nennt man sie auch Katzen-Gedichte (Thai: ลักษณะแมว ๑๗ ชนิด – [lák-sà-nà mæo sìp-ʤèt ʧá-nít]), in der der Korat nachgesagt wird, sie bringe ihrem Halter Glück und Zufriedenheit. Heute befindet sich die Handschrift in der National-Bibliothek in Bangkok.
Ihren Namen Korat erhielt diese Katze während der Regierungszeit von König Chulalongkorn (Rama V., reg. 1868–1910) nach der nordostthailändischen Provinz Nakhon Ratchasima (Kurzform: Korat), wo diese vermehrt vorkommt.
1896 wurde die Korat erstmals in Großbritannien ausgestellt, aber als Mischung zwischen Siam und blauer Kurzhaarkatze betitelt. Erst 1966 wurde sie in Amerika, 1975 in England anerkannt, wenngleich schon 1959 ein Zuchtpärchen Narra und Darra den Grundstein für den Erfolg dieser Katzenrasse legten und am Ende vieler Stammbäume zu finden ist.